# 陈来幸
陈来幸（1956年—）是一位日本华人历史学家。

## 生平
1956年出生于神户一个华人家庭，是第三代华侨。
1972年毕业于神户中华同文学校。1979年获得大阪外国语大学外国学部英语学科学士学位，2003年获得神户大学博士学位（学位番号：乙第2665号）。之后担任神户商科大学商经学部教授，兵库县立大学国际商经学部教授。
2012年担任神户华侨华人研究会代表，2018年担任日本华侨华人学会会长，孙文研究会理事。